# Joseph Karl von Pfalz-Sulzbach

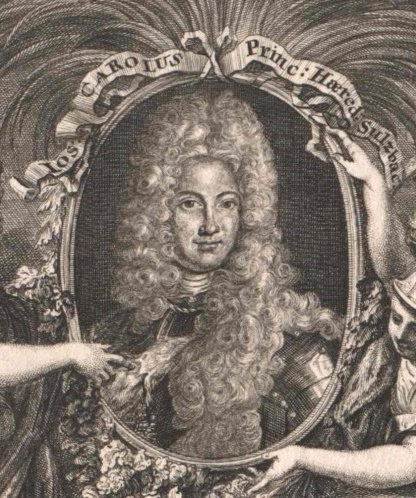
Joseph Karl von Pfalz-Sulzbach

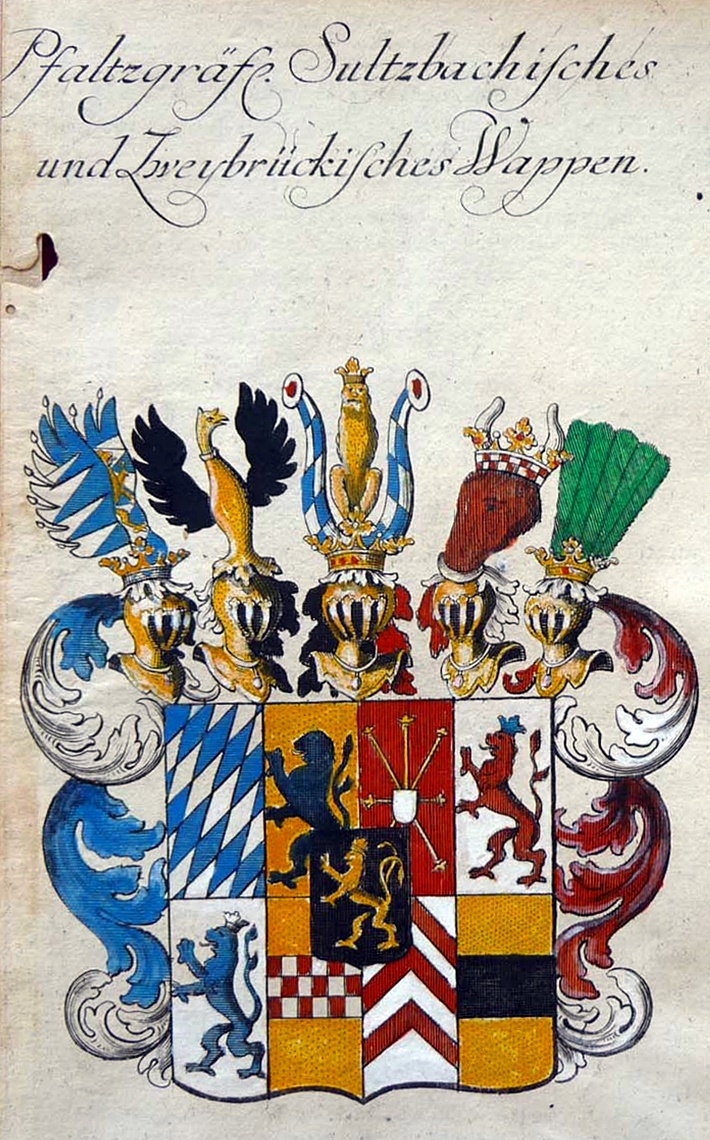
Wappen der Herzöge von Pfalz-Sulzbach

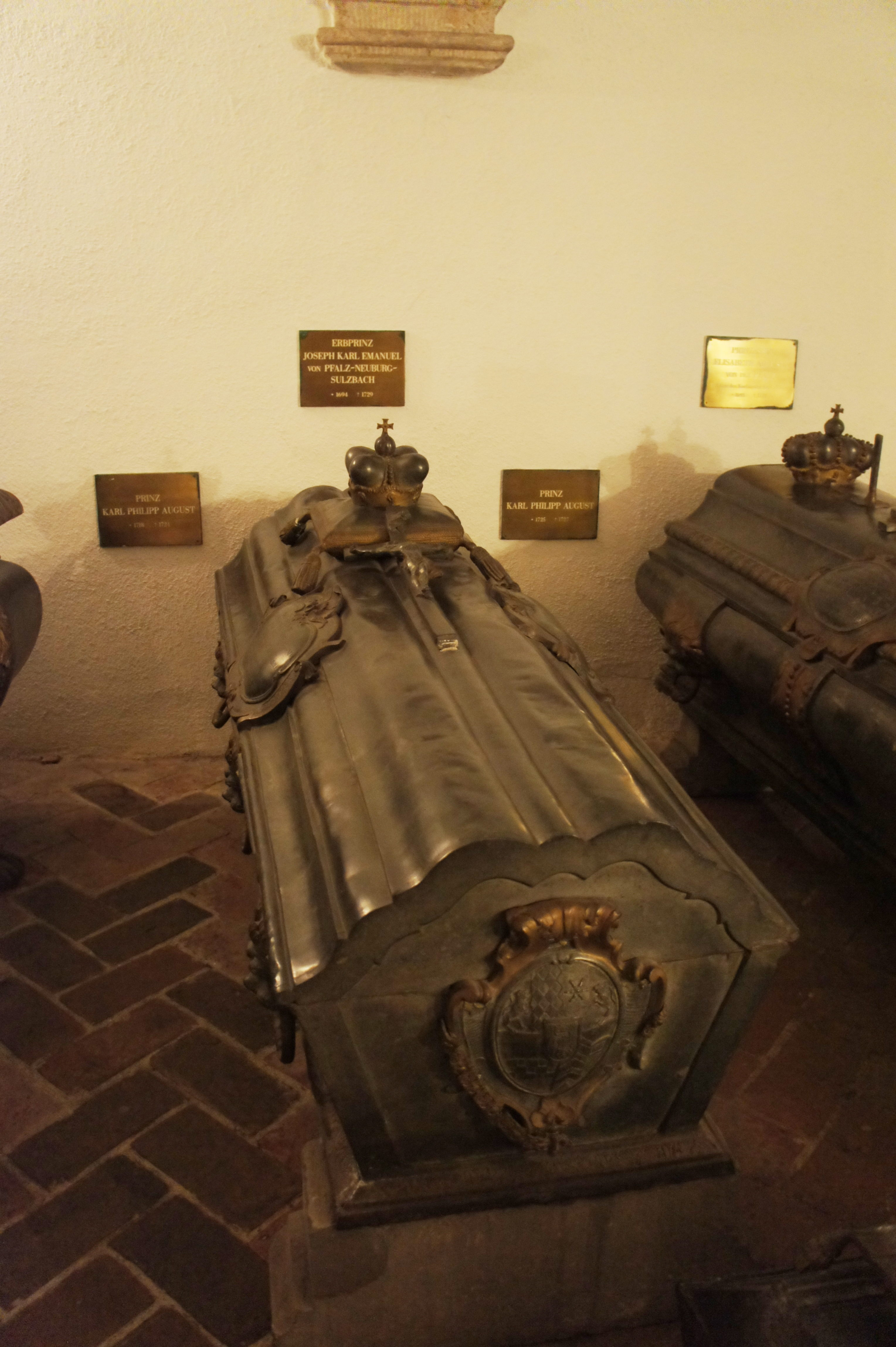
Sarkophag in der Wittelsbachergruft von St. Michael in München

Joseph Karl Emanuel August von Pfalz-Sulzbach (* 2. November 1694 in Sulzbach; † 18. Juli 1729 in Oggersheim) war Pfalzgraf und Erbprinz von Pfalz-Sulzbach aus dem Haus der Wittelsbacher.

## Familie
Joseph Karl war der älteste Sohn von Herzog Theodor Eustach von Pfalz-Sulzbach (1659–1732) und dessen Gemahlin Marie Eleonore von Hessen-Rotenburg (1675–1720). Seine Geschwister waren  unter anderen  Johann Christian Joseph, die Äbtissin Franziska Christine von Pfalz-Sulzbach sowie Anna Christine, die mit Karl Emanuel III von Savoyen verheiratet war.
Die Linie der Herzöge von Sulzbach war eine Nebenlinie des Hauses Pfalz-Neuburg, die die Kurfürsten der Pfalz stellten, und deren designierte Erben im Falle des Aussterbens der Neuburger Linie.

## Leben
Nach der Thronbesteigung des Pfälzer Kurfürsten Karl Philipp aus jener Neuburger Linie zeichnete sich allmählich das Ende dieses Familienzweiges ab. Weder Karl Philipp noch einer seiner vielen Brüder hatten einen legitimen männlichen Erben hervorgebracht, der das kurfürstliche Erbe hätte antreten können. Damit war um 1716 bereits klar, dass die Herzöge von Sulzbach die Pfälzer Kurwürde erben würden. Im Jahr 1717 verheiratete Karl Philipp seine einzige noch lebende Tochter Elisabeth Auguste Sofie von der Pfalz (1693–1728) mit dem Sulzbacher Erbprinzen Joseph Karl. Somit hatte er die Linien Neuburg und Sulzbach zusammengeführt und ein Sohn aus dieser Ehe wäre dann einmal Kurfürst der Pfalz geworden.
Allerdings ging Karl Philipps Plan nicht auf. Das Paar hatte zwar einige Söhne, die aber allesamt im Kindesalter verstarben. Am Leben blieben einzig drei Töchter. Elisabeth starb 1728 bei einer weiteren Geburt und Joseph Karl starb nur ein Jahr später in Oggersheim. Sein Erbanspruch ging zunächst auf seinen Bruder Johann Christian (1700–1733) und dann auf dessen Sohn Karl Theodor über, der dann am 31. Dezember 1742 nach dem Tod Karl Philipps, Kurfürst der Pfalz wurde. Karl Theodor war übrigens seit 1742 mit der ältesten Tochter Joseph Karls Elisabeth Auguste verheiratet. Eine andere Tochter, Maria Franziska Dorothea war mit Friedrich Michael von Pfalz-Birkenfeld-Bischweiler-Rappoltstein verheiratet. Aus dieser Verbindung entstand dann die bayerische Königslinie und deren Nachfahren bis in die Gegenwart.
1708 war Joseph Karl an den Hof des Pfalzgrafen Johann Wilhelm nach Düsseldorf gekommen, wo er sich bis 1714 aufhielt. Er schlug eine militärische Laufbahn ein, kämpfte im Venezianisch-Österreichischen Türkenkrieg unter Prinz Eugen von Savoyen und wurde 1721 kaiserlicher Generalfeldwachtmeister. Laut seiner Sarginschrift war „Prinz Eugen Zeuge und Künder seiner kriegerischen Tugenden.“
Der Prinz starb überraschend in Oggersheim, am „hitzigen Gallenfieber“ (Typhus). Die Beisetzung erfolgte in der Grablege der Wittelsbacher in der Karmeliterkirche Heidelberg, nach Aufhebung des Konvents überführte man den Sarkophag 1805 in die St. Michaelskirche zu München.
Seine jüngere Schwester Ernestine Theodora von Pfalz-Sulzbach wurde als Witwe Karmelitin und starb 1775 im Ruf der Heiligkeit.

## Begründer der Oggersheimer Loretowallfahrt

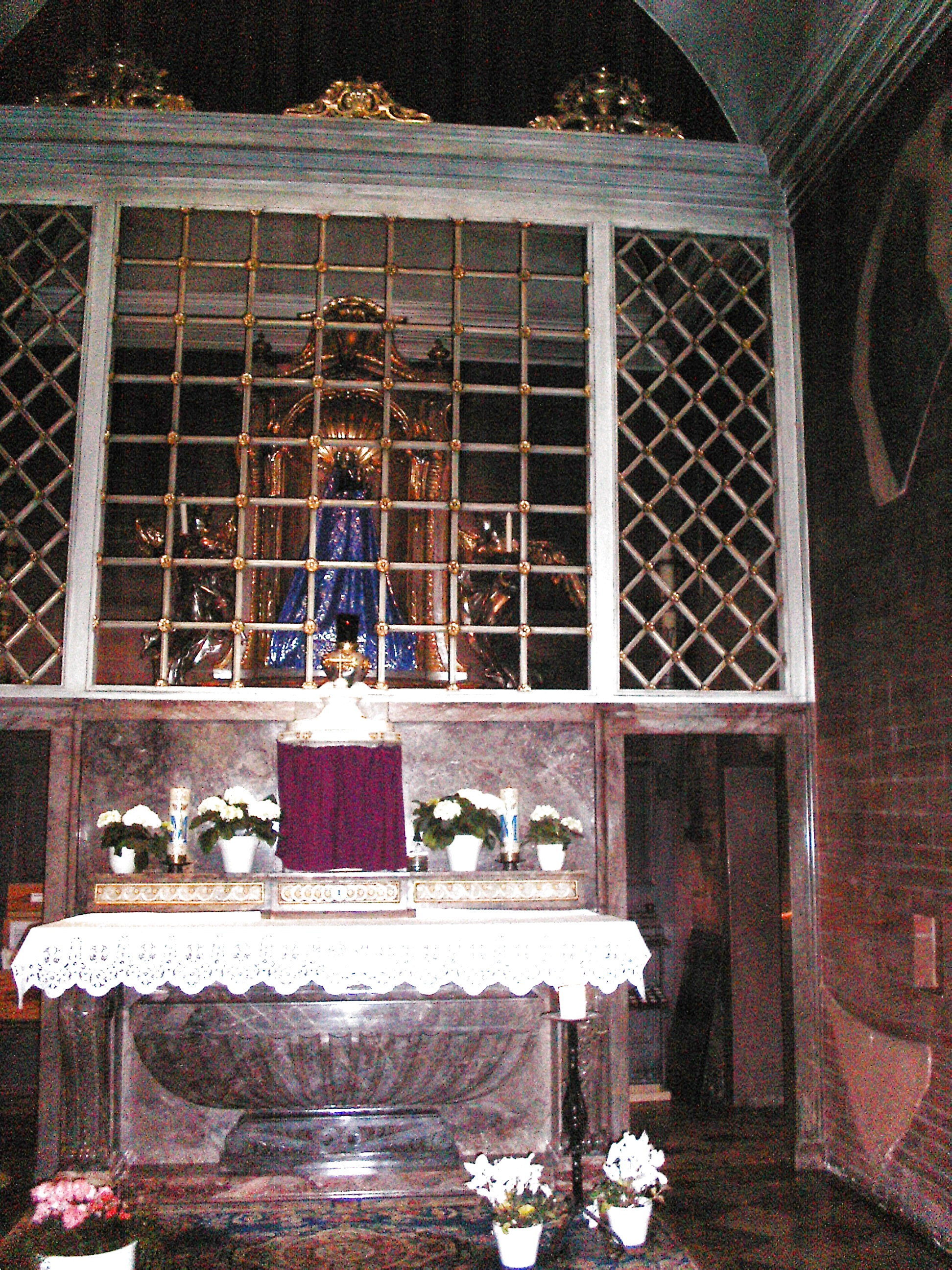
Loretokapelle Oggersheim, im Hintergrund das Gnadenbild

Joseph Karl von Pfalz-Sulzbach hatte ab 1720 in Oggersheim bei Mannheim ein (nicht mehr vorhandenes) Lustschloss mit Parkanlage erbauen lassen. In diesem Park ließ er 1729 auch eine barocke Loretokapelle errichten, wozu er im italienischen Loreto eine Kopie des dortigen Gnadenbildes, einer Schwarzen Madonna bestellte. Die Anregung zum Bau der Kapelle hatte der Wittelsbacher wohl im Kölner Kloster St. Maria in der Kupfergasse erhalten, wo seine Tante Amalia Maria Therese von Pfalz-Sulzbach (1651–1721) und seine ältere Schwester Maria Anna von Pfalz-Sulzbach (1693–1762), als Karmelitinnen lebten und wo es eine ebensolche Loretokapelle mit Gnadenbild gab. Der verwitwete Pfalzgraf starb jedoch schon bald und die Schlossanlage verwaiste.
Kurfürst Karl III. Philipp übergab die Oggersheimer Loretokapelle am 1. März 1733 den Mannheimer Jesuiten zur Betreuung. Im kurfürstlichen Auftrag übertrug man an Mariä Verkündigung 1733 (25. März) das von Pfalzgraf Joseph Karl gestiftete Gnadenbild in die Kapelle und erklärte die Madonna von Oggersheim zur Patronin der Kurpfalz. Aufgrund der fürstlichen Protektion und vieler Gebetserhörungen entwickelte sich die Pilgerstätte rasch zu einem regionalen Wallfahrtszentrum. Die Loretokapelle wurde 1775 mit der prachtvollen Wallfahrtskirche Mariä Himmelfahrt überbaut und in diese integriert; die Wallfahrt existiert bis in die Gegenwart.

## Nachkommen
1. Karl Philipp August (* 17. März 1718; † 31. März 1724), Erbprinz von Pfalz-Sulzbach
2. Innozenz Maria (*/† 7. Mai 1719)
3. Elisabeth Maria Auguste (1721–1794) – verheiratet (1742) mit Kurfürst Karl II. Philipp Theodor zu Pfalzbayern
4. Maria Anna (* 22. Juni 1722; † 25. April 1790) – verheiratet (1742) mit Prinz Clemens Franz de Paula von Bayern
5. Maria Franziska Dorothea (1724–1794) – verheiratet (1746) mit Prinz Friedrich Michael von Pfalz-Birkenfeld-Bischweiler-Rappoltstein
6. Karl Philipp August (* 24. November 1725; † 6. Mai 1727), Erbprinz von Pfalz-Sulzbach
7. totgeborener Sohn (*/† 30. Januar 1728)